# Billstedt Center
Het Billstedt Center is een overdekt winkelcentrum in het stadsdeel Billstedt in Hamburg. Het centrum werd geopend op 1 september 1977 en heeft een oppervlakte van 40.000 m². Daarnaast heeft het complex nog 7.500 m² kantoor- en praktijkruimte en twee parkeergarages met in totaal 1.500 parkeerplaatsen. Het winkelcentrum met twee verdiepingen heeft een aansluiting op metrostation Billstedt.

## Geschiedenis
In opdracht van Butler & Burrs Hemburg GbR werd het winkelcentrum gebouwd en in 1977 geopend. De winkelstraat Billstedter Platz, die oorspronkelijk open was werd in januari 1995 samengevoegd met het centrum en overdekt. Door de samenvoeging van de twee verschillende complexen werd de kwaliteit en aantrekkelijkheid van het centrum van Billstedt vergoot. In 1997 werd het centrum gemoderniseerd en met een bredere branchering heropend. Het centrum telt circa 110 winkels en horecagelegenheden.
Tot 2015 huisvestte het centrum een filiaal van de warenhuisketen Karstadt. Na de sluiting werd deze oppervlakte ingenomen door onder meer Primark, drogisterijketen Müller en Woolworth.
In 2005 werd het winkelcentrum door DB Real Estate GmbH, die het sinds 1976 in bezit had, verkocht aan PCP Prime Commerial Properties. Sinds januari 2011 is het centrum eigendom van Deutsche EuroShop AG, die het kocht van PCP Prime Commercial Properties. Het centrum wordt beheerd door ECE Projectmanagement GmbH.